# DAZL
DAZL (англ. Deleted in azoospermia like) – білок, який кодується однойменним геном, розташованим у людей на короткому плечі 3-ї хромосоми.  Довжина поліпептидного ланцюга білка становить 295 амінокислот, а молекулярна маса — 33 178.
| 10         |  | 20         |  | 30         |  | 40         |  | 50         |
| ---------- |  | ---------- |  | ---------- |  | ---------- |  | ---------- |
| MSTANPETPN |  | STISREASTQ |  | SSSAATSQGY |  | ILPEGKIMPN |  | TVFVGGIDVR |
| MDETEIRSFF |  | ARYGSVKEVK |  | IITDRTGVSK |  | GYGFVSFFND |  | VDVQKIVESQ |
| INFHGKKLKL |  | GPAIRKQNLC |  | AYHVQPRPLV |  | FNHPPPPQFQ |  | NVWTNPNTET |
| YMQPTTTMNP |  | ITQYVQAYPT |  | YPNSPVQVIT |  | GYQLPVYNYQ |  | MPPQWPVGEQ |
| RSYVVPPAYS |  | AVNYHCNEVD |  | PGAEVVPNEC |  | SVHEATPPSG |  | NGPQKKSVDR |
| SIQTVVSCLF |  | NPENRLRNSV |  | VTQDDYFKDK |  | RVHHFRRSRA |  | MLKSV      |

A: Аланін

C: Цистеїн

D: Аспарагінова кислота

E: Глутамінова кислота

F: Фенілаланін

G: Гліцин

H: Гістидин

I: Ізолейцин

K: Лізин

L: Лейцин

M: Метіонін

N: Аспарагін

P: Пролін

Q: Глутамін

R: Аргінін

S: Серин

T: Треонін

V: Валін

W: Триптофан

Кодований геном білок за функціями належить до білків розвитку, фосфопротеїнів. 
Задіяний у таких біологічних процесах як регуляція трансляції, диференціація, сперматогенез, поліморфізм, альтернативний сплайсинг. 
Білок має сайт для зв'язування з РНК. 
Локалізований у цитоплазмі, ядрі.